# Escut d'Oslo

És una característica de la bandera de la ciutat

L'escut d'armes d'Oslo representa al sant patró de la ciutat, Sant Hallvard, amb els seus atributs, la pedra del molí i les fletxes, amb una dona nua sota els seus peus. Hallvard està assegut en un tron amb decoracions de lleó, que en el seu moment també va ser utilitzat comunament pels reis de Noruega. La versió més antiga coneguda mostrava la mateixa composició que el disseny actual, excepte que en lloc d'una figura humana reclinada als peus de sant Hallvard, hi havia un guerrer armat; un dels homes malvats que van matar a Hallvard. A causa del seu mal estat de conservació, la imatge va ser mal interpretada com la dona que Hallvard va tractar de defensar. El símbol va ser fet probablement al voltant del 1300 i va estar en ús durant gairebé tres segles. Després de la Reforma, la ciutat va continuar utilitzant la imatge de sant Hallvard en el seu escut. El segon escut utilitzat per la ciutat data de voltant del 1590. El qual mostra el mateix disseny bàsic, però el sant sosté els seus atributs en mans oposades. També es van perdre les estrelles i alguns altres detalls més petits. Aquest escut es va utilitzar fins al voltant del 1660.
En aquest moment l'Església de sant Hallvard s'havia convertit en una ruïna i la llegenda ja no era coneguda. El tercer escut d'Oslo, realitzats el 1659, encara mostrava el disseny bàsic, però el sant es va transformar en una figura femenina. Encara celebrat les fletxes i tenia un cavaller mort (amb arnés i casc) als seus peus. La pedra de molí s'havia convertit en més prima i s'assemblava més a un anell. Aquesta imatge encara es pot veure en una placa d'una estufa de ferro colat que data del 1770. Aquestes plaques es van fer molt populars a Dinamarca al segle xviii i la figura es presenta com la reina Margarida I, que va unificar els tres regnes de Suècia, Noruega i Dinamarca, que estan representats per l'anell (unió) i les tres fletxes. El cavaller mort era per simbolitzar el seu oponent, Albert de Mecklenburg.
Durant el segle xvii i principis del segle xix, la imatge ha anat canviant. L'anell s'ha mostrat com una serp que es mossega la cua, el tron va ser reemplaçat per un lleó, i el guerrer als peus de Hallvard definitivament es va convertir en una dona.
En 1854, A. T. Kaltenborn va descriure els escut municipals de Noruega i també sobre els escuts medievals d'Oslo. Ho va reconèixer com que representa la llegenda de sant Hallvard, però no va interpretar la figura reclinada correctament. Va convèncer a la ciutat per tenir un nou escut, basat en la suposada composició medieval. Finalment, un nou disseny va ser fet per l'alemany E. Doepler en 1892. La seva composició també es va utilitzar en un escut adequat, dissenyat el 1899 per Reidar Haavin. En 1924, es va fer el disseny actual, encara mostrant la dona en comptes del guerrer original, però ara completament nua.
La bandera d'Oslo està formada per l'escut, lleugerament desplaçat cap a l'esquerra, damunt d'un camp blau.